# Gautier Sans-Avoir
Gualtieri Senza Averi, in francese Gautier Sans-Avoir, in inglese Walter the Penniless, "Gualtiero di Passy", "Gualtiero Senza Denari" (... – 1096), signore di Boissy-sans-Avoir, guidò con Pietro l'Eremita la crociata dei poveri in Terra santa, poco prima che si muovesse quella "dei baroni", o "dei nobili" che è diventata nota come prima crociata.

## Nome ed origini della famiglia
Esiste incertezza circa l'origine del nome della famiglia di Gualtieri. Guiberto di Nogent lo indica come "nato al di là della Senna", indicandone un'origine borgognona. Lo si considera nipote di un Gualtieri, signore di Poissy, e forse originario del villaggio di Boissy-sans-Avoir. Sarebbe figlio di Ugo Sans-Avoir, citato nel 1058 come testimone di un atto di Galerano III, conte di Meulan, e fratello di Guglielmo e Simone Sans-Avoir, entrambi crociati nel 1096 ed uccisi alla seconda battaglia di Ramla nel maggio 1102.
Guglielmo di Tiro lo chiama col soprannome di Sensaveir: 
( Jacques Bongars, Gesta Dei per Francos, vol. 1, 1675.)
Gli altri storici invece usano le parole sine habere o sine pecuniâ, mentre la antiche cronache francesi lo chiamano sens avehor, senz aveir. Si tratta di un soprannome relativamente comune all'epoca, indicante coloro che erano considerati senza averi nel sistema feudale per non avere più un feudo. Suo zio sarebbe Gualtieri de Pexejo, un cavaliere spagnolo che fu nominato luogotenente di Pietro l'Eremita a capo dell'avanguardia dell'esercito crociato, tant'è che Gualtieri Senza Averi ebbe il comando solo dopo la morte di questo zio, all'entrata nei territori bulgari, durante la crociata dei pezzenti. Ma la traduzione del cognome "de Pexejo" potrebbe essere fuorviante: il nome si riferirebbe piuttosto alla città di Poix, in Piccardia, e non a Poissy.

## Partecipazione alle Crociate

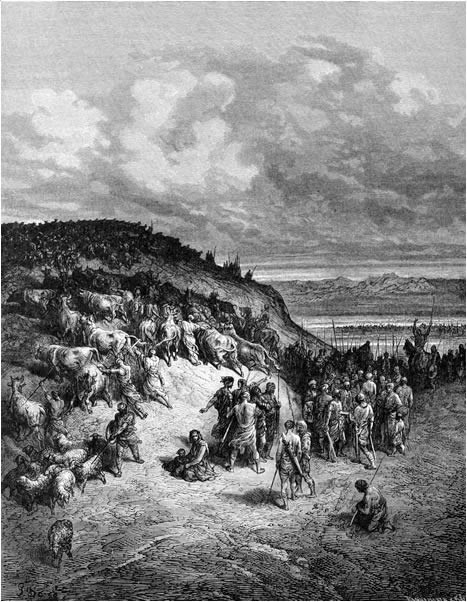
Rappresaglia degli ungheresi contro i crociati di Gualtiero. (G. Doré)

Partito ben prima di quest'ultima, Gualtieri guidò la sua banda armata senza alcuna esperienza logistica, cercando di transitare per via di terra, attraverso le regioni balcaniche per entrare quindi nei territori imperiali bizantini. Il neo-costituito regno di Ungheria, recentemente cristianizzato, e la Bulgaria furono quindi le entità politiche che egli si trovò obbligato ad affrontare. La necessità di approvvigionarsi di viveri - senza che esistesse alcuna possibilità di indennizzo per gli inevitabili espropri - comportò l'esasperata reazione degli abitanti delle zone agricole e la loro ira di fronte alle violenze che le forze di Gualtieri perpetrarono, come accadde a Belgrado e nelle aree bulgare, con la conseguente uccisione di molti di quei crociati ante-litteram.
Gualtieri e Pietro (che avevano percorso itinerari diversi per giungere a Costantinopoli) quando vi giunsero furono fatti trasportare al di là del Bosforo in Anatolia dall'Imperatore Alessio I Comneno. I seguaci dei due capi cristiani attaccarono i turchi selgiuchidi ma, senza esperienza bellica e non essendo muniti di provviste, furono facilmente sconfitti.
Pietro riuscì nondimeno a tornare a Costantinopoli per cercare aiuti (o mettersi comunque in salvo), ma Gualtieri morì con i suoi seguaci nel 1096.